# Sylvie Lespérance
Sylvie Lespérance (21 décembre 1954 à Jonquière - 22 septembre 2006 à Saint-Alphonse-Rodriguez) est une femme politique québécoise. Elle a été élue députée de la circonscription de Joliette à l'Assemblée nationale du Québec lors de l'élection partielle du 17 juin 2002, sous la bannière de l'Action démocratique du Québec. Défaite lors de l'élection de 2003. Elle est récipiendaire, en 2005, de la Médaille de l'Assemblée nationale. Elle est décédée le 22 septembre 2006.